# L'evento
L'evento (L'Événement) è un romanzo di carattere autobiografico della scrittrice francese Annie Ernaux scritto nel 2000, pubblicato in italiano da L'orma editore nel 2019. Dal romanzo è stato tratto il film La scelta di Anne - L'Événement che ha vinto il Leone d'oro alla 78ª Mostra internazionale d'arte cinematografica di Venezia.

## Trama
Nel 1963, l'aborto è illegale in Francia, la parola stessa è ancora considerata un tabù. La protagonista del romanzo, una studentessa ventitreenne, è perciò costretta a un aborto clandestino per interrompere la sua gravidanza.
L’evento narra i giorni, i luoghi e le emozioni di quest'esperienza dolorosa; un'esperienza allo stesso tempo individuale e collettiva.
Partendo da un giornale intimo tenuto nel 1963, la memoria diventa per Ernaux uno strumento di conoscenza del reale. Dalla cronistoria di un avvenimento individualmente e politicamente trasformativo sorge una voce esattissima, irrefutabile, che apre uno spazio letterario di testimonianza per generazioni di donne escluse dalla Storia.

## Opere derivate
Dal romanzo è stato tratto nel 2021 il film La scelta di Anne - L'Événement (L'Événement) di Audrey Diwan, vincitore del Leone d'oro al miglior film alla 78ª Mostra internazionale d'arte cinematografica di Venezia.

## Edizioni
- Annie Ernaux, L'evento, traduzione di Lorenzo Flabbi, Roma, L'orma editore, 2019, ISBN 9788899793920.